# Aarthie Ramaswamy
Aarthie Ramaswamy (ur. 28 czerwca 1981 w Madrasie) – indyjska szachistka, arcymistrzyni od 2003, sędzia klasy międzynarodowej (FIDE Arbiter) od 2009 roku.

## Kariera szachowa
Kilkukrotnie zdobywała tytuły mistrzyni Indii juniorek, m.in. w latach 1993 (kategorii do 12 lat), 1995 (dwukrotnie – do 14 i 16 lat) oraz 1998 i 1999 (w obu przypadkach – do 18 lat). W latach 1993–2001 wielokrotnie reprezentowała narodowe barwy na mistrzostwach świata juniorek w różnych kategoriach wiekowych, największy sukces odnosząc w 1999 r. w Oropesa del Mar, gdzie zdobyła tytuł mistrzyni świata do 18 lat. W 2002 r. zdobyła w Lucknow srebrny medal indywidualnych mistrzostw Indii, natomiast w 2003 r. zdobyła w Bombaju tytuł mistrzowski.
Normy na tytuł arcymistrzyni wypełniła w Kalkucie (2000, turniej Goodricke International), Sztokholmie (2000/01, turniej Rilton Cup) oraz Budapeszcie (2002, turniej First Saturday, edycja FS12 IM-B). W 2001 r. podzieliła III-VIII m. (za Li Ruofan i Subbaraman Vijayalakshmi, wspólnie z m.in. Nishą Mohotą i Wang Yu) w mistrzostwach Azji, zdobywając awans do rozegranego w tym samym roku w Moskwie pucharowego turnieju o mistrzostwo świata (w I rundzie przegrała z Nino Churcidze i odpadła z dalszej rywalizacji). W 2002 r. uczestniczyła w rozegranym w Hajdarabadzie turnieju Puchar Świata (w swojej grupie eliminacyjnej zajęła V m. i nie zakwalifikowała się do ćwierćfinału) oraz jedyny raz w dotychczasowej karierze wystąpiła w narodowej drużynie na szachowej olimpiadzie, która odbyła się w Bledzie. W 2007 r. podzieliła III m. (za Aleksiejem Iljuszynem i Aleksandrem Jewdokimowem, wspólnie z m.in. Siergiejem Kasparowem) w otwartym turnieju w Barcelonie. Dwukrotnie wystąpiła w drużynowych mistrzostwach Azji, zdobywając brązowy (2003) oraz srebrny (2008) medal.
Najwyższy ranking w karierze osiągnęła 1 kwietnia 2003 r., z wynikiem 2348 punktów dzieliła wówczas 93-96. miejsce na światowej liście FIDE, jednocześnie zajmując 3. miejsce (za Humpy Koneru i Subbaraman Vijayalakshmi) wśród indyjskich szachistek.

## Życie prywatne
Mężem Aarthie Ramaswamy jest indyjski arcymistrz Ramachandran Ramesh.